# Azad Alarm
Azad Alarm – singel promujący album pod tytułem Game Over niemieckiego rapera Azada. Do utworu został nakręcony teledysk, który osiągnął czterdzieste ósme miejsce na niemieckiej liście przebojów. 